# Krilo za istraživanje i analizu
Krilo za istraživanje i analizu (hin.: रिसर्च एंड एनालिसिस विंग, Anusaṃdhān Aur Viśleṣaṇ Viṃg. eng.: Research and Analysis Wing, R&AW ili RAW) je obavještajna služba Indije.

## Ciljevi
Ciljevi Krila za istraživanje i analizu su:
- Praćenje političkih, vojnih, gospodarskih i znanstvenih dostignuća u zemljama koje izravno utječu na nacionalnu sigurnost Indije i na formuliranje njezine vanjske politike.
- Formiranje međunarodnog javnog mnijenja i utjecaj na strane vlade uz pomoć jake i živahne indijske dijaspore.
- Tajne operacije kako bi se zaštitili nacionalni interesi Indije.
- Operacije protiv terorizma i neutraliziranje terorističkih elemenata koji predstavljaju prijetnju Indiji.

U prošlosti, nakon Kinesko-indijskog rata 1962. i zbog nestabilnih odnosa Indije s Pakistanom, ciljevi RAW-a sastojali su se i od sljedećeg:
- Promatrati razvoj međunarodnog komunizma i raskol između dvije velike komunistička sile, Sovjetskog Saveza i Kine. Kao i druge zemlje, obje su sile imale izravan pristup komunističkim strankama u Indiji.
- Kontrolirati i ograničiti opskrbu vojne opreme Pakistanu, uglavnom iz europskih zemalja, Amerike i još važnije iz Kine.

## Ustroj
RAW je organiziran po uzoru na CIA-e. 
Ravnatelj RAW-a je imenovani državni tajnik kao državni službenik u indijskoj vladi. Većina ravnatelja su stručnjaci za Pakistan ili Kinu. Mnogi časnici RAW-a prolaze obuku u SAD-u ili Velikoj Britaniji, a u novije vrijeme i u Izraelu. Državni tajnik je pod izravnom nadležnošću premijera, a po upravnoj osnovi izvješćuje ministra u vladi, koji izvješćuje premijera. Državni tajnik svakodnevno izvješćuje savjetnika za nacionalnu sigurnost. Ispod Državnog tajnika je:
Zamjenik državnog tajnika zadužen za Ured za posebne operacije i obavještajne podatke prikupljen iz različitih zemalja obrađen od strane velikog broja pomoćnika državnog tajnika, koji su funkcionalni voditelji raznih ureda s različitim regionalnim odjeljenjima / područjima / zemljama: 
- Područje jedan - Pakistan
- Područje dva - Kina i jugoistočna Azija
- Područje tri - Bliski Istok i Afrika
- Područje četiri - druge zemlje

Dva posebna pomoćnika državnog tajnika, koja izvještavaju zamjenika državnog tajnika su voditelj odjela za elektroniku i voditelj odjela za tehniku.
Opća uprava za sigurnost ima dva važna odjela - na čelu Centra za istraživanje zrakoplovstva je jedan posebni tajnik, a na čelu Ureda za posebnu službu su dva posebna tajnika. 

## Ravnatelji
| Ravnatelj             | Razdoblje     |
| --------------------- | ------------- |
| R. N. Kao             | 1968. – 1977. |
| K. Sankaran Nair      | 1977. – 1977. |
| N. F. Suntook         | 1977. – 1983. |
| Girish Chandra Saxena | 1983. – 1986. |
| S. E. Joshi           | 1986. – 1986. |
| A. K. Verma           | 1987. – 1990. |
| G. S. Bajpai          | 1990. – 1991. |
| N. Narasimhan         | 1990. – 1993. |
| J. S. Bedi            | 1993. – 1993. |
| A. S. Syali           | 1993. – 1996. |
| Ranjan Roy            | 1996. – 1997. |
| Arvind Dave           | 1997. – 1999. |
| A. S. Dulat           | 1999. – 2000. |
| Vikram Sood           | 2000. – 2003. |
| C. D. Sahay           | 2003. – 2005. |
| P. K. H. Tharakan     | 2005. – 2007. |
| Ashok Chaturvedi      | 2007. – 2009. |
| K. C. Verma           | 2009. – 2010. |
| Sanjeev Tripathi      | 2010. – 2012. |
| Alok Joshi            | 2012. – 2014. |
| Rajinder Khanna       | 2014. – 2016. |
| Anil Dhasmana         | 2017. -       |

## Poveznice
- ISI, pakistanska obavještajna služba
- CIA, američka obavještajna služba
- BND, njemačka obavještajna služba
- DGSE, francuska obavještajna služba
- MI6, britanska obavještajna služba
- SVR, ruska obavještajna služba
- Mossad, izraelska obavještajna služba
- SOA, hrvatska sigurnosno-obavještajna služba